# Štěpán Lukeš
Štěpán Lukeš (* 25. února 1996 Chomutov) je český hokejový brankář. Od května 2024 působí v týmu Rytíři Kladno.
Je součástí reprezentačního výběru sezóny 2021/2022 pro Karjala Cup, České hokejové hry a Švédské hokejové hry, proto pravděpodobně i jedním z brankářů pro MS 2022 v Helsinkách. Do hry zasáhl i v zápasech Euro Hockey Challenge 2022.

## Klubová kariéra
S hokejem začínal v rodném Chomutově (Piráti Chomutov), kde - kromě občasného hostování v jiných extraligových klubech - působil nepřetržitě od mládežnických soutěží až do roku 2019. V sezónách 2019/2020 a 2020/2021 hostoval v HK Mountfield a v sezóně 2021/2022 za tentýž klub nastupoval jako podepsaný hráč. Do HC Energie Karlovy Vary přestoupil během extraligové sezony 2021/2022.